# منتخب فيلفيديك لكرة القدم
منتخب فيلفيديك لكرة القدم هو منتخب كرة قدم يمثل الأقلية المجرية في المجر العليا (فيلفيديك)، وهي جزء اليوم من جمهورية سلوفاكيا. لا ينتمي المنتخب لا للفيفا أو الويفا، لذلك لا يمكنه المشاركة في كأس العالم لكرة القدم أو بطولة أمم أوروبا.